# Shanghai Express (portacontainer)
La Shanghai Express è una nave portacontainer cellulare appartenente alla classe Dortmund Express, di proprietà dalla compagnia di navigazione tedesca Hapag-Lloyd.

## Caratteristiche
La nave, gestita dalla compagnia di navigazione tedesca Hapag-Lloyd, ha una capacità carico di 13.092 TEU, 800 dei quali possono essere container refrigerati (reefer). La nave ha una lunghezza fuori tutto di 366,5 m, una larghezza di 48,2 m e un pescaggio massimo di 15,5 m. La sua portata lorda è di 127.170 tpl, la stazza lorda di 142.295 tsl e la stazza netta di 60.481 tsn.

## Storia
La Shanghai Express fu impostata nei cantieri navali di Ulsan dell'HHI il 20 novembre 2012 con il numero di costruzione 2244, varata il 25 gennaio 2013 e consegnata il 26 marzo 2013.